# Władysław Jarocki
Władysław Jarocki, né le 6 juin 1879 à Podhajczyki en Ukraine et mort le 7 février 1965 à Cracovie, est artiste peintre polonais.

## Biographie
Władysław Jarocki peint principalement les sujets relatifs aux Houtsoules, le Podhale et les Tatras. Il est président de la Société des amis des beaux-arts de Cracovie. Il étudie à l'université nationale polytechnique de Lviv, puis dans les années 1902 à 1906 à l'Académie des beaux-arts de Cracovie ainsi qu'à Paris. Il est l'élève de Józef Mehoffer et Leon Wyczółkowski. Entre 1921 et 1939, il est professeur à l'Académie des beaux-arts de Cracovie.